# 寇宗奭
寇宗奭（?—?），宋代藥物學家。
生卒年與生平均不詳。據傳為北宋名相寇準曾孫，曾編集《萊公勳烈》一卷。熙寧十年（1077）任思州武城縣主簿。曾任澧洲（湖南澧縣）縣吏，歷官吳山、順安軍、永州、耀州、雄州、霸州等地。通明醫理，尤精於本草學。政和六年，因撰《本草衍義》，轉一官，授通直郎，官至添差充收买药材所辨验药材。著有《本草衍義》二十卷。